# Tierra de Pinares
Die Comarca Tierra de Pinares ist eine der acht Comarcas in der Provinz Valladolid der autonomen Gemeinschaft Kastilien und León.
Sie umfasst 33 Gemeinden auf einer Fläche von 1.172,39 km² mit dem Hauptort Laguna de Duero.

## Gemeinden
| Gemeinde                  | Einwohner (2024) | Fläche km² | Dichte Einw./km² | Cod INE | Postleitzahl |
| ------------------------- | ---------------- | ---------- | ---------------- | ------- | ------------ |
| Aguasal                   | 19               | 27,02      | 1                | 47002   | 47418        |
| Alcazarén                 | 614              | 48,04      | 13               | 47005   | 47238        |
| Aldea de San Miguel       | 218              | 19,93      | 11               | 47006   | 47160        |
| Aldeamayor de San Martín  | 6.163            | 53,56      | 115              | 47007   | 47162        |
| Almenara de Adaja         | 22               | 17,16      | 1                | 47008   | 47419        |
| Bocigas                   | 75               | 16,32      | 5                | 47021   | 47419        |
| Boecillo                  | 4.357            | 24,12      | 181              | 47023   | 47151        |
| Camporredondo             | 147              | 17,46      | 8                | 47032   | 47165        |
| Cistérniga                | 9.281            | 31,77      | 292              | 47052   | 47193        |
| Cogeces de Íscar          | 144              | 13,56      | 11               | 47053   | 47440        |
| Fuente-Olmedo             | 42               | 13,61      | 3                | 47068   | 47418        |
| Hornillos de Eresma       | 171              | 34,70      | 5                | 47074   | 47238        |
| Íscar                     | 6.396            | 60,53      | 106              | 47075   | 47420        |
| Laguna de Duero           | 22.907           | 29,23      | 784              | 47076   | 47140        |
| Llano de Olmedo           | 51               | 15,22      | 3                | 47079   | 47418        |
| Megeces                   | 422              | 19,04      | 22               | 47087   | 47440        |
| Mojados                   | 3.393            | 46,21      | 73               | 47090   | 47250        |
| Montemayor de Pililla     | 860              | 59,56      | 14               | 47093   | 47320        |
| Olmedo                    | 3.564            | 128,79     | 28               | 47104   | 47410        |
| La Parrilla               | 480              | 44,78      | 11               | 47110   | 47328        |
| La Pedraja de Portillo    | 1.175            | 56,77      | 21               | 47111   | 47196        |
| Pedrajas de San Esteban   | 3.406            | 30,72      | 111              | 47112   | 47430        |
| Portillo                  | 2.368            | 64,42      | 37               | 47122   | 47160        |
| Puras                     | 45               | 10,84      | 4                | 47126   | 47419        |
| San Miguel del Arroyo     | 646              | 55,51      | 12               | 47145   | 47164        |
| Santibáñez de Valcorba    | 187              | 24,17      | 8                | 47154   | 47331        |
| Sardón de Duero           | 607              | 19,67      | 31               | 47157   | 47340        |
| Traspinedo                | 1.240            | 26,30      | 47               | 47173   | 47330        |
| Tudela de Duero           | 8.786            | 60,52      | 145              | 47175   | 47320        |
| Valdestillas              | 1.612            | 36,29      | 44               | 47182   | 47240        |
| Viana de Cega             | 2.292            | 17,98      | 127              | 47193   | 47150        |
| Villanueva de Duero       | 1.258            | 37,28      | 34               | 47218   | 47239        |
| Viloria                   | 331              | 11,31      | 29               | 47194   | 47166        |
| Comarca Tierra de Pinares | 83.279           | 1.172,39   | 71               | –       | –            |